# Halina Zalewska
Halina Zalewska est une actrice italienne née en 1940 en Suisse et morte le 19 août 1976 à Rome. Elle est également connue sous les noms d'emprunt Ella Karin, Alina Zalewska, ou Ilya Karin.

## Biographie
Née en Suisse, Halina Zalewska est la fille d'une aristocrate polonaise et d'un homme d'affaires italien. Elle a passé son enfance à Alassio en Ligurie, le lieu de naissance de son père. Elle est la demi-sœur de l'actrice Ely Galleani.
Elle lance sa carrière en gagnant le concours de beauté Miss Muretto (it) en 1958. Elle a surtout joué dans des films de genre, comme des westerns spaghettis, des péplums et des films d'espionnage, mais également dans quelques films d'auteur dont un rôle mineur dans Le Guépard de Luchino Visconti. Elle meurt tragiquement à 36 ans dans un incendie accidentel dans son appartement.

## Filmographie
- 1961 : Lions au soleil (Leoni al sole) de Vittorio Caprioli : Paola
- 1963 : Le Guépard (Il Gattopardo) de Luchino Visconti
- 1963 : Hercule, Samson et Ulysse (Ercole sfida Sansone) de Pietro Francisci : La mère de Lia
- 1964 : La Vie ardente (La calda vita) de Florestano Vancini : Liu
- 1964 : Le Triomphe des dix mercenaires (Il trionfo dei dieci gladiatori) de Nick Nostro : Myrta
- 1964 : La Sorcière sanglante (I lunghi capelli della morte) d'Antonio Margheriti : Lisabeth Karnstein
- 1964 : Amore mio de Raffaello Matarazzo
- 1964 : Cent millions ont disparu (La congiuntura) d'Ettore Scola : Luisetta
- 1965 : Questo pazzo, pazzo mondo della canzone de Bruno Corbucci et Giovanni Grimaldi
- 1965 : Le Mystère de l'île maudite (Il mistero dell'isola maledetta) de Piero Pierotti : Dona Alma Morales
- 1966 : La Planète errante (Il pianeta errante) d'Antonio Margheriti : Janet Norton
- 1966 : Gringo joue sur le rouge (7 dollari sul rosso) d'Alberto Cardone : Une femme mexicaine
- 1966 : Équipée de choc (it) (Agente segreto 777 - Invito ad uccidere) d'Enrico Bomba : Frida
- 1966 : Un ange pour Satan (Un angelo per Satana) de Camillo Mastrocinque : Luisa
- 1967 : Joe l'implacable (Joe l'implacabile) d'Antonio Margheriti : Betty
- 1967 : La mort vient de la planète Aytin (La morte viene dal pianeta Aytin) d'Antonio Margheriti : Terry Sanchez
- 1967 : Les Tueurs de l'Ouest (El precio de un hombre) d'Eugenio Martin : Eden
- 1967 : Homicide sur rendez-vous (Omicidio per appuntamento) de Mino Guerrini : Fidelia Forrester
- 1967 : Gente d'onore (it) de Folco Lulli : Turi
- 1968 : Il Nero, l'homme qui venait de la Caroline (L'odio è il mio Dio) de Claudio Gora : Rosalie Field
- 1970 : Papà Goriot, série télé : Vicomtesse de Beauséant
- 1970 : Viaggio di ritorno, téléfilm
- 1971 : Nero Wolfe, série télé : Dina Laszlo
- 1974 : Nucleo centrale investigativo, série télé : L'infirmière
- 1975 : La polizia brancola nel buio d'Elio Palumbo : Eleonora